# Isoperla namata
Isoperla namata és una espècie d'insecte plecòpter pertanyent a la família dels perlòdids.

## Hàbitat
En el seu estadi immadur és aquàtic i viu a l'aigua dolça, mentre que com a adult és terrestre i volador.

## Distribució geogràfica
Es troba a Nord-amèrica: els Estats Units (Arkansas, Oklahoma, Indiana, Kentucky, Maine, Missouri, Ohio, Pennsilvània, Virgínia i Virgínia Occidental).